# Gayton, Staffordshire
Gayton är en civil parish i Storbritannien. Den ligger i grevskapet Staffordshire och riksdelen England, i den södra delen av landet, 200 km nordväst om huvudstaden London. Antalet invånare är 154. Arean är 6,2 kvadratkilometer.
Terrängen i Gayton är platt.